# Glomera mayuensis
Glomera mayuensis är en orkidéart som beskrevs av Paul Ormerod. Glomera mayuensis ingår i släktet Glomera och familjen orkidéer.
Artens utbredningsområde är Papua Nya Guinea. Inga underarter finns listade i Catalogue of Life.